# Tokyo Metro

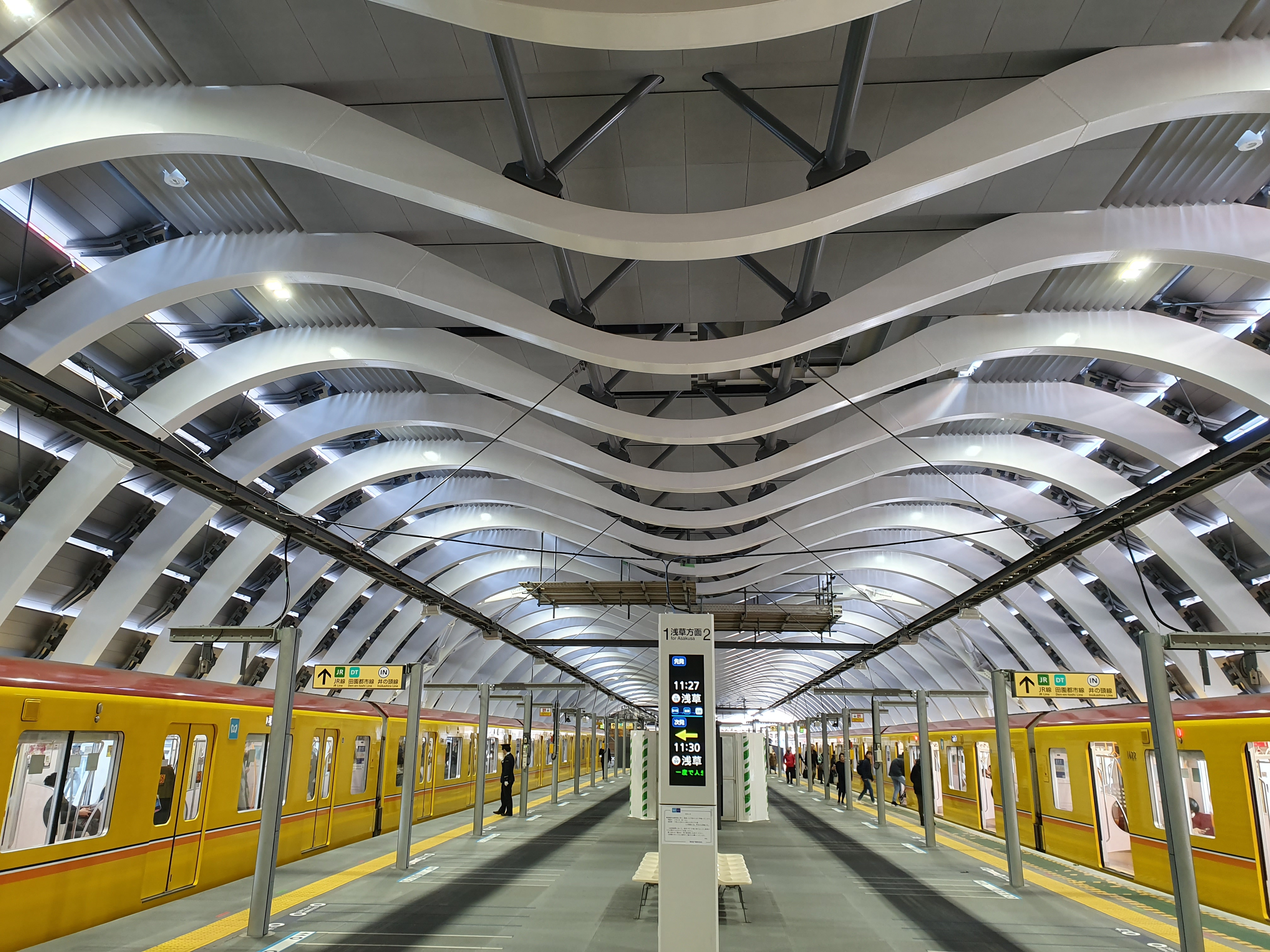
Stacja Shibuya, peron linii Ginza

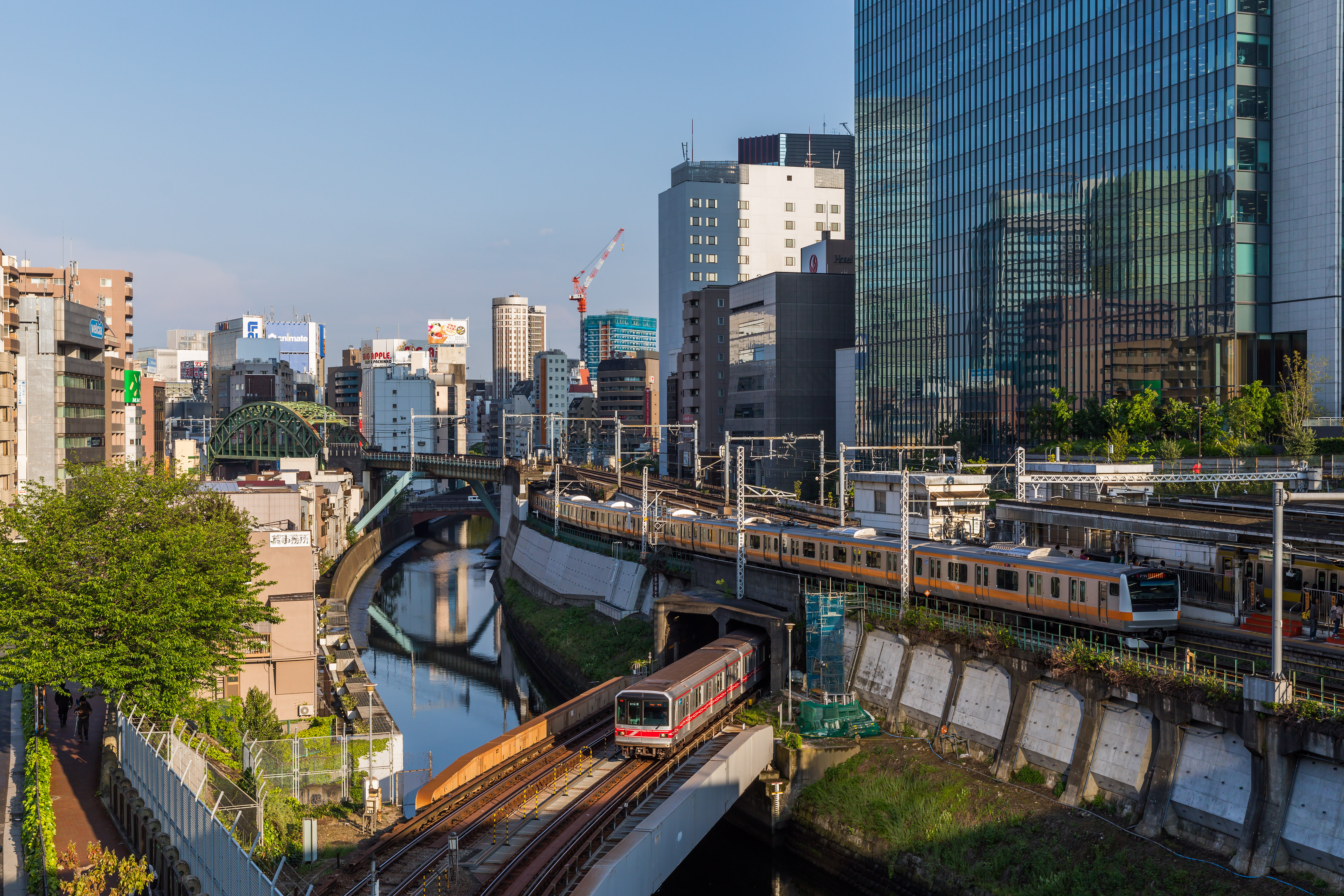
Ochanomizu: Tokyo Metro 02 seria nr 618 (poniżej) linii Marunouchi przecina rzekę Kanda, powyżej zestaw E233 JR East na linii Chūō opuszcza Ochanomizu, za peronem można zauważyć zestaw E231 JR linii Sōbu

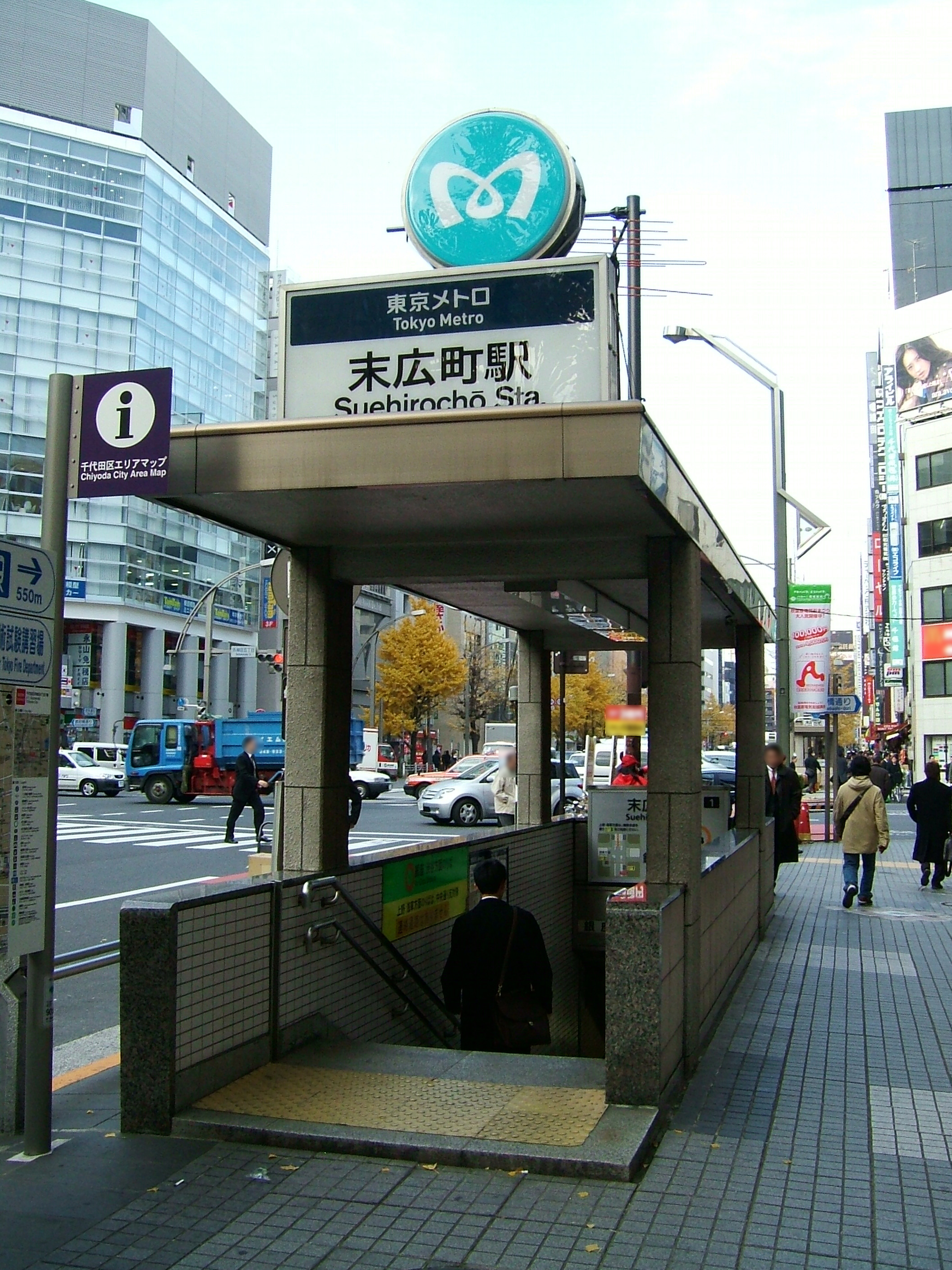
Wejście do stacji Suehirochō sieci Tokyo Metro

Tokyo Metro (jap. 東京メトロ Tōkyō Metoro; właśc. 東京地下鉄株式会社 Tōkyō Chikatetsu Kabushiki-gaisha, ang. Tokyo Metro Co., Ltd.) – (obok Toei Chikatetsu) jedna z dwóch sieci metra tokijskiego. Do 2004 roku była nazywana Eidan Chikatetsu (営団地下鉄). Przedsiębiorstwo należy w 53,4% do państwa i 46,6% do miasta.

## Linie
- 銀座線 Ginza-sen (oznaczenie „G”, nr planistyczny 3) – najstarsza linia w mieście, otwierana etapami w latach 1927–1939. Linia liczy 14,3 km długości, jest całkowicie prowadzona w płytkim tunelu, z wyjątkiem 0,3 km torowiska prowadzonego nad ziemią. Tor 1435 mm, zasilanie dolne 600V. Prędkość komunikacyjna – 27,7 km/h. Jedna zajezdnia (z torami nad- i podziemnymi) znajduje się na północny zachód od dworca Ueno (dojazd do niej prowadzi naziemnymi bocznicami z przejazdami ulicznymi). Druga znajduje się w biurowcu za stacją końcową Shibuya. Eksploatuje się pociągi sześciowagonowe kursujące z częstotliwością co 2 minuty w szczycie porannym, w obsadzie dwuosobowej. Linia jest eksploatowana niezależnie, ma techniczne połączenie z Marunouchi-sen.

- 丸ノ内線 Marunouchi-sen (oznaczenie „M”, odgałęzienie oznaczone „m”, nr planistyczny 4) – druga linia otwierana w latach 1954–1962. Trasa prowadzona jest niemal całkowicie w tunelu; długość głównej linii wynosi 24,2 km; w zachodnich dzielnicach znajduje się odgałęzienie długości 3,2 km. Obsługuje ono m.in. zajezdnię położoną za stacją Nakano-Fujimichō (中野富士見町). Tor 1435 mm, zasilanie dolne =600V. Prędkość komunikacyjna – 30,3 km/h. Używa się pociągów sześciowagonowych (na odgałęzieniu trójwagonowych); częstotliwość w szczycie sięga 1 min. 50 sekund. Linia jest eksploatowana niezależnie. Pociągi są prowadzone jednoosobowo.

- 日比谷線 Hibiya-sen (oznaczenie „H”, nr planistyczny 2) – otwierana w latach 19621964 (ukończona tuż przed olimpiadą). Linia liczy 20,3 km długości (z czego 2,7 km nad ziemią); szerokość toru 1067 mm; zasilanie górne =1500V. Prędkość komunikacyjna – 28,3 km/h. Zajezdnia znajduje się przy stacji Minami-Senju (南千住); druga zajezdnia znajduje się obok stacji Takenotsuka (竹ノ塚) na linii Tōbu Isesaki. Eksploatowane są pociągi siedmiowagonowe o wagonach 20-metrowych – ruch pociągów ośmiowagonowych z wagonami 18-metrowymi dobiega końca. Na stacji końcowej Naka-Meguro (中目黒) linia oferuje przesiadki na Tōkyū Tōyoko-sen (do 15 marca 2013 prowadzono pociągi przechodzące), na Kita-Senju z Tōbu Isesaki-sen. Poza taborem Tokyo Metro kursuje tutaj również tabor kolei Tōbu.

- 東西線 Tōzai-sen (oznaczenie „T”, nr planistyczny 5) – otwarta w latach 1964–1969. Nazwa oznacza „linię W-Z”. Zamierzona jako odciążenie linii JR Sōbu, jest obecnie najbardziej przeciążoną linią metra. Długość 30,8 km, z czego 13,2 km na wiadukcie, tor 1067 mm, zasilanie górne =1500V. Na odcinku nadziemnym między Minami-Sunamachi (南砂町) a wschodnią stacją końcową Nishi-Funabashi (西船橋) stosuje się kursy pośpieszne, możliwe dzięki trzem stacjom w układzie trapezowym[1]. Prędkość komunikacyjna – 37,0 km/h (pociągi pośpieszne 43,0 km/h). Zajezdnie znajdują się: na południe od stacji Tōyōchō (東陽町) oraz za stacją Myōden (妙典) w Ichikawa – obie we wschodniej części trasy. Linia jest połączona z JR Chūō-sen na stacji końcowej Nakano (中野), zaś na stacji Nishi-Funabashi z liniami JR Sōbu i Tōyō-Kōsoku.

- 千代田線 Chiyoda-sen (oznaczenie „C”, nr planistyczny 9) – otwierana w latach 1969–1979. Linia liczy 24,0 km długości (z czego ok. 4,8 km nad ziemią), tor 1067 mm, zasilanie górne =1500V. Prędkość komunikacyjna – 37,9 km/h. Zajezdnia znajduje się za ostatnią stacją na północy Kita-Ayase (北綾瀬). Eksploatuje się pociągi dziesięciowagonowe. Odcinek Ayase – Kita-Ayase eksploatowany jest osobnymi trójwagonowymi wahadłami w trybie ATO, lecz od korekty rozkładu w marcu 2019 r. wprowadzono również składy 10-wagonowe w ramach kursów na całej trasie od Yoyogi-Uehara (代々木上原). Linia jest połączona z JR Jōban-sen na stacji Ayase (綾瀬) oraz z Odakyū Odawara-sen na stacji Yoyogi-Uehara. Poza taborem Tokyo Metro kursuje tutaj również tabor JR oraz kolei Odakyū.

- 有楽町線 Yūrakuchō-sen (oznaczenie „Y”, nr planistyczny 8) – otwierana w latach 1974–1988. Linia jest całkowicie podziemna (z wyjątkiem ostatniego odcinka w korytarzu Tōbu Tōjō-sen długości 1,7 km oraz stacji końcowej Shin-Kiba), liczy 28,3 km. Tor 1067 mm, zasilanie górne =1500V. Prędkość komunikacyjna – 34,0 km/h. Zajezdnie znajdują się na zachód od stacji końcowej Wakō-shi (和光市) oraz na wschód od stacji końcowej Shin-Kiba (新木場). Eksploatuje się pociągi dziesięciowagonowe. Linia jest połączona jest na zachodzie z Tōbu Tōjō-sen na wspomnianej stacji Wakōshi oraz z Seibu Yūrakuchō-sen na stacji Kotake-Mukaihara (stacja pośrednia nieco bliżej dzielnic centralnych; 小竹向原). Poza taborem Tokyo Metro kursuje tutaj również tabor kolei Seibu i Tōbu. Na odcinku Wakōshi – Kotake-Mukaihara ruch jest prowadzony jednoosobowo, od Kotake-Mukaihara do Shin-Kiba dwuosobowo.

- 半蔵門線 Hanzōmon-sen (oznaczenie „Z”, nr planistyczny 11) – otwierana w latach 1978–2003. Nazwa wzięta od zachodniej bramy proadzącej na teren pałacu cesarskiego. Trasa długości 16,8 km jest całkowicie podziemna. Tor 1067 mm, zasilanie górne =1500V. Prędkość komunikacyjna – 33,6 km/h. Eksploatuje się pociągi dziesięciowagonowe. Połączona jest z linią Tōkyū Den’entoshi-sen na stacji Shibuya (渋谷) oraz z Tōbu Isesaki-sen na stacji Oshiage (押上). Zajezdnia położona jest na terenie miasta Kawasaki i dostępna tylko przez współpracującą linię kolei Tōkyū. Poza taborem Tokyo Metro kursuje tutaj również tabor kolei Tōkyū i Tōbu.

- 南北線 Namboku-sen (oznaczenie „N”, nr planistyczny 7) – otwierana w latach 1991–2000. Nazwa znaczy „linia północ-południe”. Wszystkie stacje mają pełnej wysokości ścianki bezpieczeństwa na krawędziach peronów. Trasa długości 21,3 km przebiega całkowicie w tunelu. Tor 1067 mm, zasilanie górne =1500V. Prędkość komunikacyjna – 32,8 km/h. Eksploatuje się pociągi sześciowagonowe prowadzone jednoosobowo. Zajezdnia położona jest w okolicy stacji 王子神谷 Ōjikamiya w północnej części trasy. Na odcinku południowym, między Shirokane-Takanawa (白金高輪) a Meguro (目黒) tory wykorzystywane są wspólnie z linią Toei Mita. Linia jest połączona z Tōkyū Meguro-sen na stacji końcowej Meguro (目黒) oraz z Saitama Kōsoku Tetsudō na stacji Akabane-Iwabuchi (赤羽岩淵). Poza taborem Tokyo Metro kursuje tutaj również tabor kolei Tōkyū i Saitama Kōsoku Tetsudō.

- 副都心線 Fukutoshin-sen (d. 新有楽町線 Shin-Yūrakuchō-sen; oznaczenie „F”, nr planistyczny 13). W 1994 otwarto 3,2 km trasę równoległą do linii Yūrakuchō, kończącą się w Ikebukuro. 14 czerwca 2008 roku otwarto przedłużenie linii do Shibuyi (8,9 km). Łącząc trzy subcentra tokijskie: Ikebukuro, Shinjuku i Shibuya. Linia służyć ma jako odciążenie przepełnionych pociągów linii okólnej JR Yamanote. Tor 1067 mm, zasilanie górne =1500V. Eksploatuje się pociągi ośmio- i dziesięciowagonowe. Linia jest połączona z Seibu Ikebukuro-sen, a za pośrednictwem Yūrakuchō-sen także z Tōbu Tōjō-sen. 16 marca 2013 r. otwarto nowy dworzec Shibuya na linii Tōkyū Tōyoko-sen, za której pośrednictwem wszystkie pociągi linii Fukutoshin tworzą połączenia bezpośrednie, aż do centrum Jokohamy i dalej do linii Minatomirai. Poza taborem Tokyo Metro kursuje tutaj również tabor kolei Seibu, Tōbu, Tōkyū oraz Yokohama Kōsoku Tetsudō, tym samym ze wszystkich linii ma najbardziej zróżnicowany tabor. Linia obsługiwana na całej długości jednoosobowo od 28 marca 2015 roku – wcześniej tylko na odcinku Kotake-Mukaihara – Shibuya. Niniejsza linia była pierwszą w Japonii, która wprowadziła ruch składów 10-wagonowych prowadzonych jednoosobowo.

Sieć Tokyo Metro liczy 203,4 km tras i 168 stacji (średnio stacja co 1,2 km). Dziennie przewozi średnio 5,9 mln pasażerów (2005/06). Roczna praca przewozowa: 16 506 mln pasażero/kilometrów (pkm). Przedsiębiorstwo, jako jeden z bardzo niewielu systemów metra, jest rentowne – w roku 2004/05 przyniosło ponad 43,5 mld jenów zysku.

## Tabor

### Normalnotorowy
- Typ 01 – Ginza-sen
- Typ 02 – Marunouchi-sen
- Typ 1000 – Ginza-sen

### Wąskotorowy
- Typ 03 – Hibiya-sen
- Typ 05 – Tōzai-sen
- Typ 06 – Chiyoda-sen
- Typ 07 – Tōzai-sen
- Typ 08 – Hanzōmon-sen
- Typ 5000 – Chiyoda-sen
- Typ 6000 – Chiyoda-sen
- Typ 7000 – Yūrakuchō-sen, Fukutoshin-sen
- Typ 8000 – Hanzōmon-sen
- Typ 9000 – Namboku-sen
- Typ 10000 – Yūrakuchō-sen, Fukutoshin-sen
- Typ 15000 – Tōzai-sen
- Typ 16000 – Chiyoda-sen